# Eitelkeitsblende

Grafik für den Einsatz der Eitelkeitsblende (rotes Bauteil) auf einem 2013er Formel 1.

Die Eitelkeitsblende (englisch vanity panel, auch modesty panel) war eine Abdeckung, die ab der Saison 2013 an Formel-1-Rennwagen montiert werden durfte, um einen ästhetischen Mangel der Fahrzeugfront aufgrund von Regeländerungen zur Saison 2012 zu verdecken.

## Geschichte

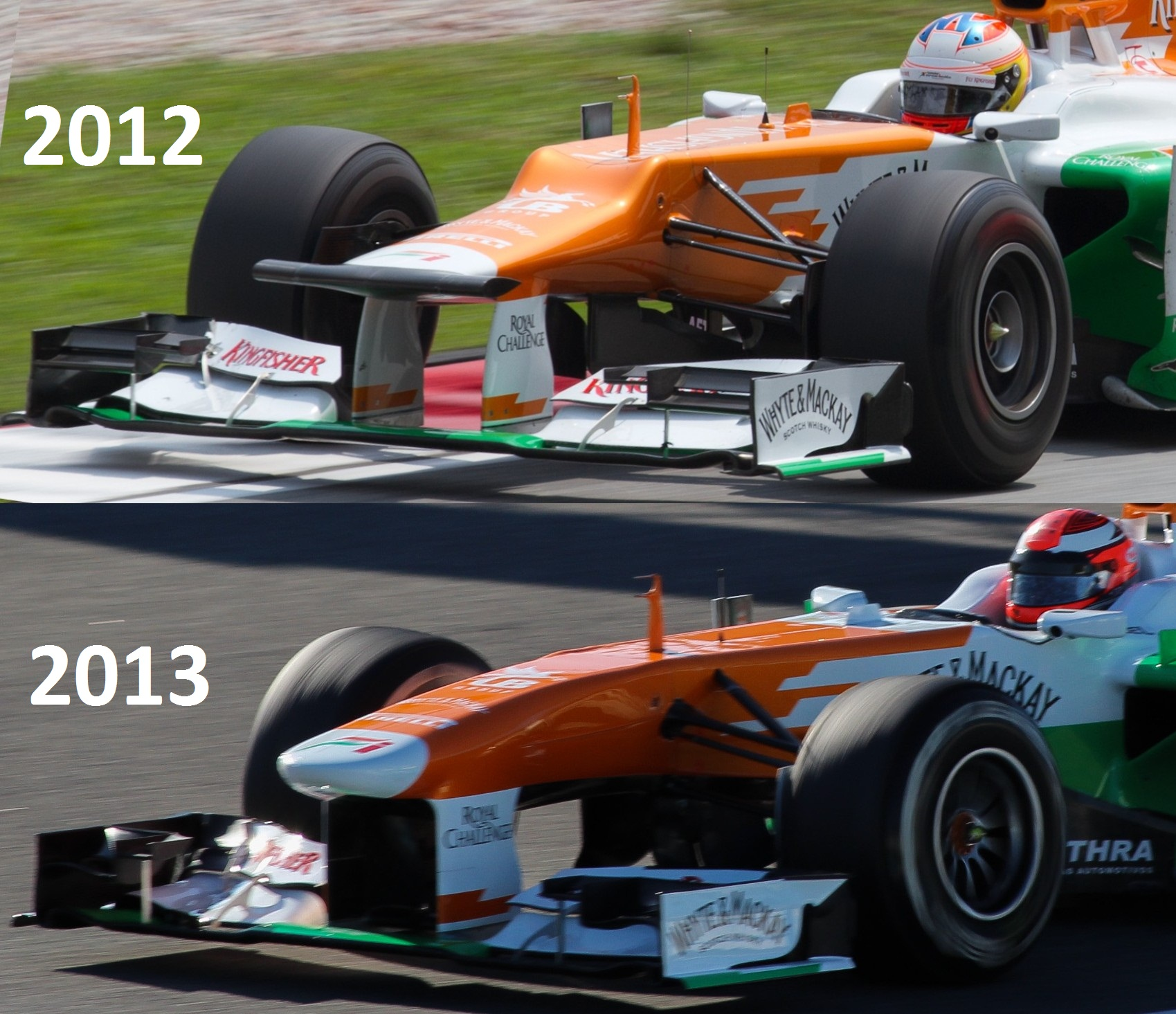
Vergleich der Nasen der Force-India-Rennwagen aus den Jahren 2012 und 2013

2011 gab die FIA aus Sicherheitsgründen die Reduzierung der Höhe der Fahrzeugnase zur Formel-1-Saison 2012 auf 55 cm bekannt. Somit sollte sichergestellt werden, dass bei einem seitlichen Aufprall die Nase unterhalb der Cockpitöffnung auftrifft. Die Cockpit-Höhe blieb jedoch unverändert bei 62,5 cm, da die meisten Teams im Fall einer Änderung die bereits vorliegenden Designentwürfe für das Jahr 2012 hätten verwerfen müssen. Die maximale Höhe des Cockpits wurde von den Konstrukteuren komplett ausgenutzt, um so unter dem Fahrzeug möglichst viel Luft für die Anströmung des Unterbodens durchleiten zu können.
Die meisten Konstrukteure entschieden sich dazu, diesen Höhenunterschied nicht durch ein konstantes Gefälle, sondern durch eine Stufe auf Höhe der Vorderräder zu überbrücken, einzige Ausnahmen waren der McLaren MP4-27 und der Marussia MR01. Rennfahrer, Journalisten und Zuschauer bezeichneten die Fahrzeuge mit dieser Stufe wiederholt als fürchterlich, hässlich oder gaben den Konstruktionen Spitznamen wie „Hakennase“, „Entennase“, „Entenschnabel“, „Storch“ oder „Schnabeltier“.

## Definition

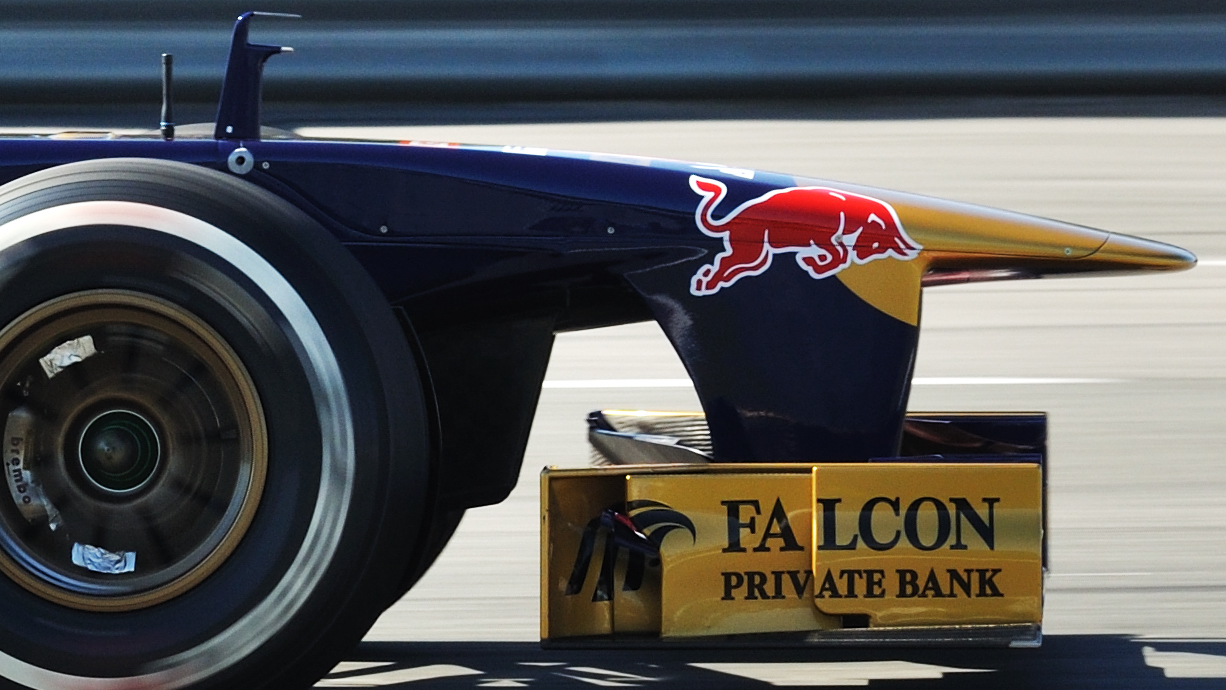
Front mit Eitelkeitsblende am Toro Rosso STR8. Die Blende ist mit mehreren silberfarbenen Schrauben befestigt.

Im September 2012 nahm die FIA die Eitelkeitsblende unter dem neuen Artikel 3.7.9 in das Technische Reglement auf.
Die Blende ist das einzige Bauteil des Fahrzeugs, das weiter als 1950 mm vor dem hinteren Abschluss des Cockpits und mehr als 550 mm über der Bodenplatte liegen darf. Die Größe der Blende ist limitiert, so soll sichergestellt werden, dass sie nicht als aerodynamisches Element verwendet wird. Sie muss einteilig sein, außerdem darf sie nicht Teil der Gesamtstruktur sein.

## Verwendung
Die 2013er Fahrzeuge von McLaren (McLaren MP4-28), Ferrari (Ferrari F138), Force India (Force India VJM06), Mercedes (Mercedes F1 W04), Toro Rosso (Toro Rosso STR8) und Williams (Williams FW35) waren bei ihrer Präsentation mit einer Eitelkeitsblende ausgerüstet, Lotus (Lotus E21) und Caterham (Caterham CT03) entschieden sich gegen die Verwendung. An den Fahrzeugen von Sauber (Sauber C32) und Red Bull (Red Bull RB9) bedeckt die Blende nur einen Teil der Stufe. Die Front des Marussia MR02 ist, wie beim Vorgängermodell, mit einem konstanten Gefälle konstruiert, so dass eine Verwendung der Blende nicht notwendig ist.
James Allison, Technikchef bei Lotus, schloss aus Gewichtsgründen aus, eine Eitelkeitsblende am Lotus E21 zu montieren, die keinen aerodynamischen Vorteil bringt. Adrian Newey, Chef-Designer bei Red Bull, erklärt die Verwendung einer „reduzierten Variante“ der Eitelkeitsblende am Red Bull RB9 damit, dass diese sehr klein sei und nicht weit nach vorne reiche, weil dies ebenfalls unnötiges Gewicht bedeuten würde. Tim Goss, Technikchef bei McLaren, sieht bei der Verwendung der Blende keinen Nachteil, da es sich um ein sehr leichtes Bauteil handele. Force-India-Technikchef Andrew Green begründet die Verwendung der Blende mit einem ruhigeren Luftstrom über dem Fahrzeug, gibt aber zu, dass der Effekt „verschwindend niedrig“ sei.